# Championnat d'Algérie de football de deuxième division 2025-2026
 (juillet 2025).
Navigation
Ligue 2
2024-2025 Ligue 2
2026-2027
| \| Alger USMA USC NRBBO MOC ASK MSPB CAB NRBT HBCL JSD CRB MOB JSBM IBKEK RCA ESMK WAM JSMT GCM MCS ASMO CRT WAT CRBA USBD \| Localisation des clubs engagés dans le championnat. |
| Alger USMA USC NRBBO MOC ASK MSPB CAB NRBT HBCL JSD CRB MOB JSBM IBKEK RCA ESMK WAM JSMT GCM MCS ASMO CRT WAT CRBA USBD                                                           |

La saison 2025-2026 de Ligue 2 est la soixante-deuxième édition du Championnat d'Algérie de football de Deuxième Division. Il est géré par la Ligue nationale du football amateur (LNFA).
Le championnat est organisé en deux groupes séparés de 16 clubs jouant en matchs aller-retour, . La saison débute en septembre 2025 et prévoit de se terminer en mai 2026.

## Participants
| \| JSEB JST NAHD RCK USMH \| Localisation des clubs algérois engagés en L2. |
| JSEB JST NAHD RCK USMH                                                      |

L'édition 2025-2026 du Championnat d'Algérie de football de deuxième division met pour sa soixante-deuxième édition en lice 32 clubs répartis équitablement entre 2 groupes suivant des critères basés sur les localisations géographiques des clubs à travers le pays (en regroupant les clubs de l'est et ceux de l'ouest du pays séparément, puis en prenant en considération leur nombre dans chaque groupe, les clubs issus de la capitale algéroise sont aussi versés selon leur géolocalisation dans la capitale dans un des deux groupes préconstitués pour compléter le nombre des clubs à 16 pour chaque groupe) :
- les deux relégués de la Ligue 1 en l’occurrence le NC Magra et l'US Biskra ;
- les vingts-quatre maintenus de la saison précédente ;
- auxquels s'ajoutent les six promus de l'Inter-régions 2024-25 (remplaçant six clubs relégués sa la saison passée : l'IRB Ouargla, le MCB Oued Sly, l'O Magrane, le SC Mecheria, le SKAF Khemis Miliana et l'US Souf) :
  - le CRB Adrar pour la première fois de son historie,
  - le CR Beni Thour déjà participant lors de saison(s) antérieure(s),
  - la JS Tixeraïne pour la première fois de son historie,
  - le NRB Beni Oulbane pour la première fois de son historie,
  - le MO Béjaia déjà participant lors de saison(s) antérieure(s),
  - le WA Tlemcen déjà participant lors de saison(s) antérieure(s).

Parmi les 32 clubs participants, le CRB Adrar, le CR Beni Thour, l'IB Khemis El Khechna, la JS Tixeraïne, le NRB Beni Oulbane et l'US Béchar Djedid n'ont jamais joué en Ligue 1 algérienne ; le CR Témouchent, l'ESM Koléa, le JS El Biar ont évolué seulement en critérium d'honneur début des années 1960s. 
Par ailleurs, l'ASM Oran n'as jamais quitté ce palier (en cumulant 28 saisons en D2 et 35 en D1 pour 62 ans d'existance footbalistique post-indépendance) ; et enfin et d'autre part, le GC Mascara, le MO Constantine, le NA Hussein Dey, le RC Kouba, l'USM El Harrach, sont des clubs qui ont déjà chacun emporté un titre de Champion d'Algérie de football durant leur parcours.
| Groupe       | Club                 | Au classement final de 2024-2025 | Stade                        | Capacité | En D2 depuis | Dernière montée en D2 | Nombre de saisons passées en D2 | Dernière montée en D1 | Nombre de saisons passées en D1 |
| ------------ | -------------------- | -------------------------------- | ---------------------------- | -------- | ------------ | --------------------- | ------------------------------- | --------------------- | ------------------------------- |
| Centre-Est   | NC Magra             | 15e (Ligue 1)                    | Stade des Frères Boucheligue | 5 000    | /            | 2018                  | 1                               | 2019                  | 6                               |
| Centre-Est   | US Biskra            | 16e (Ligue 1)                    | Stade du 18-Février          | 35 000   | /            | 2016                  | 23                              | 2019                  | 10                              |
| Centre-Ouest | RC Kouba             | 2e (Ligue 2 CO)                  | Stade Mohamed-Benhaddad      | 16 000   | 2020         | 2020                  | 29                              | 2008                  | 29 (Champion 1 fois)            |
| Centre-Ouest | USM El Harrach       | 2e (Ligue 2 CE)                  | Stade du 1er-Novembre-1954   | 5 000    | 2018         | 1971                  | 21                              | 2008                  | 37 (Champion 1 fois)            |
| Centre-Ouest | JS El Biar           | 3e (Ligue 2 CO)                  | Stade Abderrahmane-Ibrir     | 1 000    | 2024         | 2024                  | 18                              | 1962 (d'office)       | 3                               |
| Centre-Est   | JS Djidjel           | 3e (Ligue 2 CE)                  | Stade Hocine-Rouibah         | 40 000   | 2024         | 2024                  | 21                              | 1972                  | 5                               |
| Centre-Ouest | NA Hussein Dey       | 4e (Ligue 2 CO)                  | Stade du 20-Août-1955        | 15 000   | 2022         | 1990                  | 14                              | 2014                  | 47 (Champion 1 fois)            |
| Centre-Est   | USM Annaba           | 4e (Ligue 2 CE)                  | Stade du 19-Mai-1956         | 56 000   | 2018         | 2018                  | 17                              | 2007                  | 21                              |
| Centre-Ouest | WA Mostaganem        | 5e (Ligue 2 CO)                  | Stade Mohamed-Bensaïd        | 18 000   | 2023         | 2023                  | 26                              | 1996                  | 4                               |
| Centre-Est   | MO Constantine       | 5e (Ligue 2 CE)                  | Stade Ramdane Ben Abdelmalek | 8 000    | 2020         | 2020                  | 28                              | 1996                  | 24 (Champion 1 fois)            |
| Centre-Ouest | CR Témouchent        | 6e (Ligue 2 CO)                  | Stade Omar-Oucief            | 11 500   | 2020         | 2020                  | 37                              | 1962 (d'office)       | 2                               |
| Centre-Est   | IB Khemis El Khechna | 6e (Ligue 2 CE)                  | Stade Abdelkader Zerrouki    | 8 000    | 2022         | 2022                  | 12                              | -                     | -                               |
| Centre-Ouest | ASM Oran             | 7e (Ligue 2 CO)                  | Stade Habib-Bouakeul         | 18 000   | 2016         | /                     | 28                              | 2014                  | 35                              |
| Centre-Est   | US Chaouia           | 7e (Ligue 2 CE)                  | Stade Hassouna-Zerdani       | 8 000    | 2024         | 2024                  | 12                              | 2003                  | 9 (Champion 1 fois)             |
| Centre-Ouest | ESM Koléa            | 8e (Ligue 2 CO)                  | Stade de Koléa               | 15 000   | 2023         | 2023                  | 17                              | 1962 (d'office)       | 1                               |
| Centre-Est   | CA Batna             | 8e (Ligue 2 CE)                  | Stade du 1er novembre 1954   | 20 000   | 2020         | 2020                  | 26                              | 2016                  | 24                              |
| Centre-Ouest | MC Saïda             | 9e (Ligue 2 CO)                  | Stade Saïd-Amara             | 25 000   | 2024         | 2024                  | 44                              | 2010                  | 14                              |
| Centre-Est   | HB Chelghoum Laïd    | 9e (Ligue 2 CE)                  | Stade du 11 Décembre 1961    | 10 000   | 2023         | 2020                  | 22                              | 2021                  | 3                               |
| Centre-Ouest | JSM Tiaret           | 10e (Ligue 2 CO)                 | Stade Ahmed-Kaïd             | 30 000   | 2020         | 2020                  | 32                              | 1998                  | 14                              |
| Centre-Est   | AS Khroub            | 10e (Ligue 2 CE)                 | Stade Abed-Hamdani           | 10 000   | 2022         | 2022                  | 31                              | 2007                  | 6                               |
| Centre-Ouest | RC Arbaâ             | 11e (Ligue 2 CO)                 | Stade Ismaïl-Makhlouf        | 8 000    | 2023         | 2019                  | 26                              | 2021                  | 7                               |
| Centre-Est   | JS Bordj Ménaïel     | 11e (Ligue 2 CE)                 | Stade Salah-Takdjerad        | 1 000    | 2021         | 2021                  | 15                              | 1983                  | 14                              |
| Centre-Ouest | US Béchar Djedid     | 12e (Ligue 2 CO)                 | Stade du 20-Août-1955        | 20 000   | 2024         | 2024                  | 5                               | -                     | -                               |
| Centre-Est   | MSP Batna            | 12e (Ligue 2 CE)                 | Stade du 1er novembre 1954   | 20 000   | 2023         | 2023                  | 43                              | 2008                  | 6                               |
| Centre-Ouest | GC Mascara           | 13e (Ligue 2 CO)                 | Stade de l'Unité-Africaine   | 23 000   | 2021         | 2021                  | 29                              | 2004                  | 14 (Champion 1 fois)            |
| Centre-Est   | NRB Teleghma         | 13e (Ligue 2 CE)                 | Stade Bachir Khabaza         | 5 000    | 2020         | 2020                  | 5                               | -                     | -                               |
| Centre-Est   | CR Beni Thour        | 1er (Inter-régions SE)           |                              |          | -            | 2024                  | 7                               | -                     | -                               |
| Centre-Est   | NRB Beni Oulbane     | 1er (Inter-régions E)            |                              |          | -            | 2024                  | -                               | -                     | -                               |
| Centre-Est   | MO Béjaia            | 1er (Inter-régions CE)           | Stade de l'Unité-maghrébine  | 20 000   | -            | 2024                  | 18                              | 2018                  | 6                               |
| Centre-Ouest | JS Tixeraïne         | 1er (Inter-régions CO)           |                              |          | -            | 2024                  | -                               | -                     | -                               |
| Centre-Ouest | WA Tlemcen           | 1er (Inter-régions O)            | Stade Akid-Lotfi             | 20 000   | -            | 2024                  | 24                              | 2020                  | 32                              |
| Centre-Ouest | CRB Adrar            | 1er (Inter-régions SO)           |                              |          | -            | 2024                  | -                               | -                     | -                               |

Légende des couleurs
- Relégués de la Ligue 1 2024-2025
- Promus de l'Inter-régions 2024-2025

## Compétition

### Groupe Est

#### Détail des matchs

##### Résultats
Mise-à-jour après la 1re journée.
| Résultats (▼dom., ►ext.)                                   | ASK | CAB | CRB | JSD | HBCL | IBKEK | JSBM | MOB | MOC | MSPB | NCM | NRBBO | NRBT | USB | USC | USMA |
| AS Khroub                                                  |     | -   | -   | -   | -    | -     | -    | -   | -   | -    | -   | -     | -    | -   | -   | -    |
| CA Batna                                                   | -   |     | -   | -   | -    | -     | -    | -   | -   | -    | -   | -     | -    | -   | -   | -    |
| CR Beni Thour                                              | -   | -   |     | -   | -    | -     | -    | -   | -   | -    | -   | -     | -    | -   | -   | -    |
| JS Djijel                                                  | -   | -   | -   |     | -    | -     | -    | -   | -   | -    | -   | -     | -    | -   | -   | -    |
| HB Chelghoum Laïd                                          | -   | -   | -   | -   |      | -     | -    | -   | -   | -    | -   | -     | -    | -   | -   | -    |
| IB Khemis El Khechna                                       | -   | -   | -   | -   | -    |       | -    | -   | -   | -    | -   | -     | -    | -   | -   | -    |
| JS Bordj Ménaïel                                           | -   | -   | -   | -   | -    | -     |      | -   | -   | -    | -   | -     | -    | -   | -   | -    |
| MO Béjaia                                                  | -   | -   | -   | -   | -    | -     | -    |     | -   | -    | -   | -     | -    | -   | -   | -    |
| MO Constantine                                             | -   | -   | -   | -   | -    | -     | -    | -   |     | -    | -   | -     | -    | -   | -   | -    |
| MSP Batna                                                  | -   | -   | -   | -   | -    | -     | -    | -   | -   |      | -   | -     | -    | -   | -   | -    |
| NC Magra                                                   | -   | -   | -   | -   | -    | -     | -    | -   | -   | -    |     | -     | -    | -   | -   | -    |
| NRB Beni Oulbane                                           | -   | -   | -   | -   | -    | -     | -    | -   | -   | -    | -   |       | -    | -   | -   | -    |
| NRB Teleghma                                               | -   | -   | -   | -   | -    | -     | -    | -   | -   | -    | -   | -     |      | -   | -   | -    |
| US Biskra                                                  | -   | -   | -   | -   | -    | -     | -    | -   | -   | -    | -   | -     | -    |     | -   | -    |
| US Chaouia                                                 | -   | -   | -   | -   | -    | -     | -    | -   | -   | -    | -   | -     | -    | -   |     | -    |
| USM Annaba                                                 | -   | -   | -   | -   | -    | -     | -    | -   | -   | -    | -   | -     | -    | -   | -   |      |
| - Victoire à domicile - Match nul - Victoire à l'extérieur |     |     |     |     |      |       |      |     |     |      |     |       |      |     |     |      |

### Groupe Centre-Ouest

#### Calendrier
Le calendrier est établi par la LNFA est publié via son site internet

#### Détail des matchs

##### Résultats
Source :  sur le site de la Ligue 2 amateur.
Mise-à-jour après la 1re journée.
| Résultats (▼dom., ►ext.)                                   | ASMO | CRBA | CRT | ESMK | GCM | JSEB | JSMT | JST | MCS | NAHD | RCA | RCK | USBD | USMH | WAM | WAT |
| ASM Oran                                                   |      | -    | -   | -    | -   | -    | -    | -   | -   | -    | -   | -   | -    | -    | -   | -   |
| CRB Adrar                                                  | -    |      | -   | -    | -   | -    | -    | -   | -   | -    | -   | -   | -    | -    | -   | -   |
| CR Témouchent                                              | -    | -    |     | -    | -   | -    | -    | -   | -   | -    | -   | -   | -    | -    | -   | -   |
| ESM Koléa                                                  | -    | -    | -   |      | -   | -    | -    | -   | -   | -    | -   | -   | -    | -    | -   | -   |
| GC Mascara                                                 | -    | -    | -   | -    |     | -    | -    | -   | -   | -    | -   | -   | -    | -    | -   | -   |
| JS El Biar                                                 | -    | -    | -   | -    | -   |      | -    | -   | -   | -    | -   | -   | -    | -    | -   | -   |
| JSM Tiaret                                                 | -    | -    | -   | -    | -   | -    |      | -   | -   | -    | -   | -   | -    | -    | -   | -   |
| JS Tixeraine                                               | -    | -    | -   | -    | -   | -    | -    |     | -   | -    | -   | -   | -    | -    | -   | -   |
| MC Saïda                                                   | -    | -    | -   | -    | -   | -    | -    | -   |     | -    | -   | -   | -    | -    | -   | -   |
| NA Hussein Dey                                             | -    | -    | -   | -    | -   | -    | -    | -   | -   |      | -   | -   | -    | -    | -   | -   |
| RC Arbaâ                                                   | -    | -    | -   | -    | -   | -    | -    | -   | -   | -    |     | -   | -    | -    | -   | -   |
| RC Kouba                                                   | -    | -    | -   | -    | -   | -    | -    | -   | -   | -    | -   |     | -    | -    | -   | -   |
| US Béchar Djedid                                           | -    | -    | -   | -    | -   | -    | -    | -   | -   | -    | -   | -   |      | -    | -   | -   |
| USM El Harrach                                             | -    | -    | -   | -    | -   | -    | -    | -   | -   | -    | -   | -   | -    |      | -   | -   |
| WA Mostaganem                                              | -    | -    | -   | -    | -   | -    | -    | -   | -   | -    | -   | -   | -    | -    |     | -   |
| WA Tlemcen                                                 | -    | -    | -   | -    | -   | -    | -    | -   | -   | -    | -   | -   | -    | -    | -   |     |
| - Victoire à domicile - Match nul - Victoire à l'extérieur |      |      |     |      |     |      |      |     |     |      |     |     |      |      |     |     |